# Taiyo (álbum do Loco Mía)
Taiyo é o primeiro álbum de estúdio do grupo espanhol de europop Loco Mía. A formação consistia de quatro integrantes: Xavier Font, Juan Antonio Fuentes, Carlos Armas e Manuel Arjona. A palavra que dá nome ao título significa "sol" em japonês. A sonoridade mistura a música pop que estava em voga na Europa com ritmos latinos.
Para promovê-lo foram eleitas três músicas de trabalho: "Locomía" "Taiyo" e "Rumba Mambo" que foram cantadas em um número substancial de programas durante a divulgação, além de ganharem videoclipes nos quais destacavam-se as suas vestimentas andróginas: sapatos estilo 1700, ombreiras exageradas e leques gigantes.
Obteve sucesso comercial, ganhou discos de ouro e de platina em dez países, a maioria da América Latina, e as vendas atingiram a marca de 1 milhão de cópias no mundo, o que o torna o mais vendido da carreira.

## Antecedentes e produção
O Loco Mía começou a carreira em 1984, como um grupo de designers de moda, seus primeiros membros foram Xavier Font e seu irmão Luis, Gard Passchier e Manuel Arjona. Surgidos em Ibiza, no momento mais extremo dos anos de 1980, chamavam a atenção, sobretudo, pelo seu visual: utilizavam sapatos estilo 1700, ombreira exageradas (chegavam a medir cerca de 70 centímetros) e leques gigantes, e por seu comportamento e vestimentas andróginas e chiques, que desafiavam as convenções daquela época. Tornaram-se famosos na ilha, animando as noites na discoteca KU, que era considerada a discoteca ao ar livre mais famosa do mundo e estava no seu apogeu.
A popularidade crescia com o decorrer do tempo, a ponto do cantor Freddie Mercury, utilizar algumas de suas roupas e sapatos em um de seus videoclipes. Embora o objetivo nunca tenha sido tornar-se cantores, assinaram um contrato com José Luis Gil, que também era presidente da gravadora Hispavox, com o objetivo de lançar seu primeiro trabalho fonográfico.
As gravações ocorreram em Madrid, na Espanha. O objetivo era que as canções tivessem uma sonoridade que misturasse a música pop que estava em voga na Europa com ritmos latinos. Nesse contexto, o empresário e a gravadora fizeram várias exigências para os rapazes, a fim de poder vender sua imagem para o maior número de pessoas, em especial jovens adolescentes, visto que as chamadas boy bands angariavam bastante retorno financeiro. Entre as exigências estava o fato de terem de esconder sua sexualidade, uma vez que os quatro eram gays. Outra questão é em relação as vozes, o grupo não tinha talentos vocais e a voz do primeiro single é do próprio empresário, Gil. Tal fato ficou desconhecido por anos, até um documentário, em três episódios, do canal Movistar Plus+, estrear em junho de 2022.
Oito canções faziam parte da lista de faixas, no entanto, na versão lançada no Brasil, duas delas foram versionadas para o português brasileiro: "Gorbachov" e "Rumba, Samba, Mambo". A faixa "Loco Mia", faz um tributo à Ibiza em sua letra; já a faixa "Gorbachov" é uma homenagem ao então presidente da União Soviética, Mikhail Gorbachev.

## Lançamento e promoção
A divulgação do trabalho contou com aparições em um número considerável de programas de TV, além de shows, inicialmente, apenas na Espanha. As coreografias das canções eram versões aprimoradas das que eram executadas pelos quatro membros na discoteca KU.
Três canções foram escolhidas como música de trabalho: "Locomía" (pico de #2 na Espanha), "Taiyo" (pico de #10 na Espanha), "Rumba Mambo" (pico de #6 na Espanha, #27 na Billboard Hot Latin Songs (EUA); #10 no México). Para cada uma delas foi feito um videoclipe cujo destaque eram os icônicos figurinos do quarteto.

## Desempenho comercial
Comercialmente, obteve êxito. Na Espanha, mais de 60 mil cópias foram vendidas em três meses. A Promusicae, auditou as vendas e o certificou como disco de ouro no mesmo ano. Segundo o site oficial, as vendas totais foram próximas a de um disco de platina (100,000).
Em 8 de novembro de 1990, o jornal brasileiro O Globo, reportou que até aquela data o grupo já tinha recebido um disco de platina na Argentina, por mais de 60 mil cópias vendidas. Por fim, as vendas alcançaram 120 mil cópias, o equivalente a dois discos de platina. De acordo com o jornal brasileiro Correio Braziliense, de 26 de novembro de 1990, no Brasil, tinha vendido cerca de cem mil cópias. Eventualmente, um disco de ouro foi entregue enquanto o grupo estava em uma maratona de divulgação do trabalho, tal fato, o tornou o grupo espanhol de maior sucesso na história da indústria fonográfica brasileira.
Obteve um disco de ouro em mais seis países: Chile, Equador, Espanha, Peru, Uruguai e Venezuela, e um disco duplo de ouro no México.
O álbum de tornou o maior sucesso da carreira, com mais de 1 milhão de cópias vendidas mundialmente.

## Lista de faixas
Créditos adaptados do lançamento em CD Taiyo, de 1989.
| N.º | Título                | Duração |  |
| 1.  | "Ti Amo America"      | 3:34    |  |
| 2.  | "Loco Mia"            | 5:44    |  |
| 3.  | "Noche de Embrujo"    | 5:11    |  |
| 4.  | "Terror Vision"       | 5:35    |  |
| 5.  | "Rumba, Samba, Mambo" | 3:25    |  |
| 6.  | "Gorbachov"           | 5:12    |  |
| 7.  | "Taiyo (Sol)"         | 5:39    |  |
| 8.  | "Finale"              | 7:18    |  |

## Tabelas

### Tabelas semanais
| Chart (1989-1990)    | Posição |
| -------------------- | ------- |
| Espanha (Promusicae) | 35      |
| Uruguay (CUD)        | 1       |

## Certificações e vendas
| Região                                                                                             | Certificação | Vendas    |
| -------------------------------------------------------------------------------------------------- | ------------ | --------- |
| Argentina (CAPIF)                                                                                  | 2× Platina   | 120,000^  |
| Brasil (Pro-Música Brasil)                                                                         | Ouro         | 100,000*  |
| Chile                                                                                              | Platina      | 25,000    |
| Colombia                                                                                           | Ouro         | 30,000*   |
| Equador                                                                                            | Ouro         | 3,000*    |
| Espanha (PROMUSICAE)                                                                               | Ouro         | 60,000    |
| México (AMPROFON)                                                                                  | 2× Ouro      | 250,000   |
| Peru                                                                                               | Ouro         | 5,000*    |
| Uruguai (CUD)                                                                                      | Ouro         | 3,000^    |
| Venezuela                                                                                          | Ouro         | 10,000*   |
| Resumos                                                                                            |              |           |
| Vendas mundiais                                                                                    | —            | 1,000,000 |
| *números de vendas baseados somente na certificação ^distribuições baseadas apenas na certificação |              |           |